# Илия Николовски
Илия Николовски (на македонска литературна норма: Илиjа Николовски) е югославски офицер, генерал-майор от Северна Македония.

## Биография
Илия Николовски е роден на 6 юли 1948 година в пиянешкото село Панчарево. Завършва основното си образование в родното си село, а през 1968 година завършва гимназиално образование в град Делчево. От 1967 до 1969 година учи във Военната академия на Сухопътните войски на ЮНА. След това до 1971 година завършва Военна академия в Сараево с пехотен профил. Военната си служба започва като командир на разузнавателен взвод през 1971 година в Битоля. От 1974 до 1977 година е командир на разузнавателна рота в Куманово. През 1977 година е назначен за офицер във Второ управление на Генералния щаб на ЮНА. В периода 1977 – 1980 година е секретар на военната мисия на ЮНА в посолството на Югославия в Атина. Между 1980 и 1982 година учи в Команднощабната академия в Белград. В периода 1982 – 1985 година е командир на моторизиран батальон в пехотна бригада в Куманово. От 1985 до 1989 година е помощник началник-щаб по оперативно-учебните работи на пехотна бригада в Куманово. През 1987 година изкарва курс за началници на щабове. През 1989 година е назначен за началник-щаб на 592 пехотна бригада на ЮНА. От 1989 до 1990 година е офицер във Второ управление на Генералния щаб на ЮНА. Между 1990 и 1992 година е военен пратеник на въоръжените сили на Югославия в посолството на страната в София. През 1992 година влиза в армията на Република Македония. От 1992 до 1993 година е командир на 15-та пехотна бригада в Тетово. В периода 1993 – 1995 година е началник на отделението за международно сътрудничество в Министерството на отбраната на Република Македония. От 1995 до 1998 година е директор на Управлението за международно сътрудничество при Министерството на отбраната. Между 1998 и 1999 година е началник-щаб на втори армейски корпус. От 2000 до 2002 година е командир на втори армейски корпус.
В периода 2002 – 2004 година е военен представител на Република Македония във Военния комитет на НАТО в Брюксел. В същото време е аташе по отбраната, отговарящ за Белгия, Холандия и Люксембург. След това изкарва курс за генерали и адмирали в Колежа на НАТО в Рим. През 2005 година е назначен за съветник на министъра на отбраната, отговарящ за отбранителната политика и сигурността. Излиза в запаса през 2005 година. След това става председател на Сдружението на ветераните и резервистите от отбраната и сигурността на Република Македония. От 2015 година е почетен председател на сдружението. През 2011 година е направен почетен член на Съюза на офицерите и сержантите от запаса и резерва на България. От декември 2016 година е избран за народен пратеник в Събранието на Република Македония от Партията на обединените пенсионери и граждани на Македония и председател на партията.
Пише редица трудове като „Армията в отбрана в извънредни условия“ и „Отбранителната архитектура на Европа“.

## Военни звания
- Подпоручик (1971)
- Поручик (1974)
- Капитан (1976), предсрочно
- Капитан 1 клас (1979)
- Майор (1983)
- Подполковник (1987)
- Полковник (1993)
- Бригаден генерал (1997)
- Генерал-майор (2003) (две звезди)